# Blepharocarya
Blepharocarya  es un género de plantas con dos especies,  perteneciente a la familia de las anacardiáceas.

## Taxonomía
El género fue descrito por Ferdinand von Mueller y publicado en Fragmenta Phytographiæ Australiæ 11: 15. 1878. La especie tipo es: Blepharocarya involucrigera F.Muell.

## Especies
- Blepharocarya depauperata Specht
- Blepharocarya involucrigera F.Muell.